# Die Feuchtgrubers
Die Feuchtgrubers ist eine Hörspiel-Comedy-Serie, welche von 1990 bis 1999 auf dem Radiosender Antenne Bayern lief.
Die Geschichten wurden von Willy Astor geschrieben. Die Wurzel der Namensgebung liegt bei Astors Jugendfreund Reinhold Feuchtgruber. Während die ersten Folgen der Feuchtgrubers aus dem Jahr 1990 durchaus dem Genre der Satire zugeordnet werden können, nehmen später Situationskomik und Astors Wortspiele großen Stellenwert in der Serie ein.

## Allgemeines
Die bayrisch-bodenständige Familie Feuchtgruber lebt in München, Stadtteil Ramersdorf, in einem Mehrfamilienhaus. Das Ehepaar Alfons und Roswitha hat zwei Kinder, Felicitas und Leopold, sowie einen Hund. Neben dem typischen Familienalltag, Haushalt, Beruf und Schule machen die Feuchtgrubers gerne Ausflüge und Urlaub, mit Vorliebe im italienischen Cesenatico.

## Charaktere

### Familie Feuchtgruber
- Alfons Feuchtgruber – Das Familienoberhaupt wurde ~1948 geboren.[1] Ursprünglich lernte er Mayonnaisen-Maschinen-Mechaniker und wurde im Alter von 30 Jahren auf Senfmaschine umgeschult. Seither ist sein Beruf Senfmaschinen-Mechaniker bei Develey, Abteilung Mittelscharf, später Meister in der Abteilung Extrascharf.[2] „Alfi“ ist passionierter Weißbier-Trinker und Feinrippunterwäsche-Träger. Er ist Fan von 1860 München und dem FC Bayern.[3] Er fährt anfangs einen smaragdgrünen Opel Ascona, der ihm leider 1991 gestohlen und im Starnberger See versenkt wird.[4] Am 16. Oktober 1975 heiratet er seine Frau Roswitha, die er auf dem Rosenmontagsball der Freiwilligen Feuerwehr in Tittmoning kennenlernte.[3]
- Roswitha Feuchtgruber – Die ~1951 geborene Feiglfinger, ist gelernte Avon-Kosmetikberaterin und mit Alfons verheiratet.[1] Seit Geburt ihrer Kinder ist „Rosl“ fürsorgliche Mutter und Hausfrau, womit sie reichlich beschäftigt ist.[3] Nach anfänglichen Schwierigkeiten gelingt es ihr im Alter von 41 Jahren den Führerschein zu machen.[5] Nachdem die Kinder aus dem Gröbsten heraus sind, fühlt sie sich unzufrieden und unausgelastet, daher möchte sie sich 1998 beruflich wieder engagieren und steigt bei der Firma Elvital von Irreal wieder in die Kosmetikbranche ein.[6]
- Felicitas Feuchtgruber – Die Tochter von Alfons und Roswitha wurde als deren erstes Kind ~1976 geboren.[1] „Feli“ liebt zeitgenössische Musik und setzt sich für Umwelt-, Tierschutz und Frieden ein. Sie ist Mitglied der Jugendgruppe Peace Freaks. Sie geht aufs Gymnasium und möchte nach dem Abitur ins Ausland.[3] Sie teilt ihr Wissen auch gerne der Familie mit. Mit zunehmendem Alter stößt Felicitas auf übliche Konflikte mit ihren Eltern, so zum Beispiel, als sie ihren Freund Mustafa Mütrülügü vorstellt[7] oder sie sich ein Zungenpiercing stechen lässt.[8]
- Leopold Feuchtgruber – Das jüngste Familienmitglied wurde ~1985 geboren.[1] Er ist oft recht frech, hat immer Flausen im Kopf und nimmt kein Blatt vor den Mund. „Poldi“ liebt Süßigkeiten aller Art. Schule ist nicht gerade sein Hobby, so träumt er davon, dass ein großes Feuer seine Schule niederbrennt.[3] Sein bester Freund ist Nepomuk Feitnhansl.[7] In späteren Jahren kommt er schlagartig in den Stimmbruch und fängt an, sich für Mädchen zu interessieren.[9]
- Hund Whisky – Der Zwergbernhardiner ist der geliebte Familienhund. Er leidet an einer chronischen Hickseritis (einem Hundeschluckauf).[3]

### Weitere Personen
- Oma Feiglfinger – Die Mutter von Roswitha lebt in Obersendling und wird von den Feuchtgrubers gerne aus dem Urlaub angerufen. Sie leidet an Rheuma und Schwerhörigkeit. Als es um die Finanzierung der Silberhochzeit geht, übergibt sie ihrer Familie 1.000 Mark, worauf Alfons meint, er sage schon immer, dass seine Schwiegermutter eine nette Frau sei.
- Heidelgard Deckweiß – Die Hausmitbewohnerin aus dem Erdgeschoss ist von neugieriger Natur und liebt es zu lästern. Oft kommt sie unerwartet und überfällt auf aufdringliche Art ihre Mitmenschen.
- Fritz Deckweiß – Der Mann von Heidelgard ist stellvertretender Gruppenleiter bei den Wasserwerken und verdient dort etwa 3.000 Mark Brutto. „Fritziberli“ hat dank seiner Frau zu Hause eher weniger zu melden.
- Mustafa Mütrülügü – Der Freund von Felicitas ist türkischer Abstammung und wird der Familie am 4. Dezember 1990 vorgestellt. Nach anfänglichen Vorurteilen stellt sich heraus, dass er aufs Albert-Einstein-Gymnasium geht und sein Vater Besitzer von drei Möbelgeschäften ist. Dies führt dazu, dass „Musti“ auch von Alfons akzeptiert wird.[7] Im folgenden Jahr trennen sich Mustafa und Felicitas. Beide bleiben aber über viele Jahre in Kontakt und Felicitas besucht ihn noch 1998 in Ostanatolien.[6]
- Manfred Schwepple – Der stolze Schwabe tritt zuerst als Reiseleiter auf der Fahrt zu den olympischen Spielen nach Barcelona auf. Nachdem er anfangs die Reisegäste erfolgreich bei Laune hält, entwickelt er sich aber im Lauf der Reise mehr und mehr zur Nervensäge.[10] Später übernimmt er dann den offenen Hausmeisterjob im Mehrfamilienhaus der Feuchtgrubers und kommt hierbei auch Frau Deckweiß etwas näher.[5]

## Sprecher
Familie Feuchtgruber:
- Alfons: Stephan Lehmann
- Roswitha: Willy Astor
- Felicitas: Babsi Scheidemandl (ab 1990), Susa Heitmann (ab 1991), Kerstin Kalawski (ab 1992), Brigitte Theile (ab 1998)
- Leopold: Markus Othmer (vor dem Stimmbruch), Stephan Schöpf (nach dem Stimmbruch)

Erzähler:
- Raimund Wagner

Gast-Sprecher (u. a.):
- Günter Grünwald als Njemcic, Malermeister Klecksi oder Fahrradverkäufer Wurscht
- Ottfried Fischer als Fahrlehrer Winfried Nervlich
- Gabi Lodermeier als Nachbarin Heidelgard Deckweiß
- Bernd Stelter als Kommissar Horst Schimpanski
- Helmut Schleich als Fipsi Röhrmoser
- Herbert und Schnipsi als Trauzeugen Gottlob und Hexi Stadler
- Alfons Schuhbeck als er selbst
- diverse Moderatoren und Angestellte von Antenne Bayern

## Episodenübergreifende Geschichten
Die inhaltlich abgeschlossenen Einzelepisoden sind meistens in einen episodenübergreifenden Kontext eingebettet.
Folgende übergreifenden Geschichten wurden produziert:
- Mit Familie Feuchtgruber in die schönsten Wochen des Jahres – Ein Urlaubsspektakel in 20 Aufzügen (Sommer 1990)
- Mit Familie Feuchtgruber in die besinnlichste Zeit des Jahres – Ein Weihnachtsspektakel in 24 Aufzügen (Advent 1990)
- Mit Familie Feuchtgruber in die sauberste Zeit des Jahres – Ein Pfingstspektakel in 5 Aufzügen (Pfingsten 1991)
- Mit Familie Feuchtgruber in die schönste Zeit des Jahres – Ein heimatliches Urlaubsspektakel in 10 Aufzügen (Sommer 1991)
- Mit Familie Feuchtgruber in die turbulenteste Woche des Jahres – in 11 Aufzügen (Herbst 1991)
- Mit Familie Feuchtgruber in die narrischste Zeit des Jahres – Ein Faschingsspektakel in 9 Aufzügen (Fasching 1992)
- Mit Familie Feuchtgruber in die sportlichste Zeit des Jahres – Ein olympisches Spektakel in 13 Aufzügen (Sommer 1992)
- Mit Familie Feuchtgruber in die normalste Zeit des Jahres – Ein Alltagsspektakel in 11 Aufzügen (Herbst 1992)
- Mit Familie Feuchtgruber in den Nahen Osten – Noch ein Urlaubsspektakel in 12 Aufzügen (Sommer 1993)
- Mit Familie Feuchtgruber in die normalste Zeit des Jahres – Ein Alltagsspektakel in 5 Aufzügen (1994)
- Mit Familie Feuchtgruber in die verlockendste Zeit des Jahres – Ein Karrierespektakel in 5 Aufzügen (Herbst 1994)
- Mit Familie Feuchtgruber in die packendste Zeit des Jahres – Ein Umzugsspektakel in 6 Aufzügen (1995)
- Mit Familie Feuchtgruber in die Hochzeit des Jahres – Ein silbriges Spektakel in 17 Aufzügen (November 1996)
- Mit Familie Feuchtgruber in die anstrengendste Zeit des Jahres – Ein Fitnessspektakel in 12 Klimmzügen (1997)
- Mit Familie Feuchtgruber in die feuchtigkeitsspendendste Zeit des Jahres – Ein Kammbäck-Spektakel in 10 Aufzügen (1998)
- Immer wieder Cesenatico – Ein Urlaubsspektakel in 10 Aufzügen (1999)

## Ungenaues
- Hochzeitstag von Alfons und Roswitha: Im Hörspiel von 1991 wird angegeben, dass der Hochzeitstag der 16. Oktober vor 16 Jahren, also 1975 war. Diese Angabe deckt sich mehrfach mit dem Alter von Felicitas, die knapp 9 Monate nach der Hochzeit, also Mitte 1976 zur Welt kam. Die Silberhochzeit aus dem Hörspiel von 1996 hätte demnach erst im Jahr 2000 stattfinden dürfen.

## Specials
Neben den regulären Folgen gab es auch Specials um die Familie Feuchtgruber im Radio:
- Anlässlich der Veröffentlichung der Single Mir zwoa g’hörn z’samm wurde das Antenne Bayern-Sonntagsfrühstück aus dem Wohnzimmer der Familie gesendet. Die Sendung lief über einen ganzen Vormittag verteilt, am Ende stand die Premiere der Single an. Das komplette Sonntagsfrühstück wurde später auf der MC „Das Beste von 1991“ veröffentlicht.
- Anlässlich der 100. Folge im Herbst 1992 versteigerte Antenne Bayern die legendäre haselnussbraune Breitcordcouch der Feuchtgrubers für einen guten Zweck. Die Familie erhielt als Ersatz eine nagelneue Couch in senf-beige.
- Anlässlich des Geburtstages des Senders erschien die Familie im Studio. Dieses Special wurde später auf der CD „Antenne Bayern – Die Platte II“ veröffentlicht.

## Develey (als Sponsor)
Alfons Feuchgruber arbeitet als Senfmaschinenmechaniker, Abteilung Mittelscharf, bei Develey in Unterhaching. Im Herbst 1992 wird er von seinem Abteilungsleiter Manfred Mostrich zum Senfmaschinenmechanikermeister, Extrascharf, befördert. In den späteren Spektakeln wird der Arbeitgeber nicht mehr namentlich erwähnt. Am Ende jeder Folge findet sich jedoch ein Werbespruch, der auf dem damaligen Slogan von Develey basierte. Üblicherweise enden die Folgen mit einem Spruch wie „versäumen Sie nicht die nächste Folge … exklusiv auf Antenne Bayern“ (vom Ansager gesprochen), dann übernehmen entweder Alfons oder Roswitha: „Und Develey gibt immer den richtigen Senf dazu …“
- Rosl: „… zum Beispiel den scharfen Senf, den extrascharfen. Gell, Alfons!“
- Rosl: „… zum Beispiel den echten Münchener Weißwurstsenf. Gell, Feli!“
- Alfons: „… zum Beispiel den Johann-Konrad, den hausgemachten Senf, süß. Gell, Roswitha!“
- Alfons: „… zum Beispiel den mittelscharfen Senf mit Kräutern. Gell, Leopold!“

Bei den frühen Spektakeln kamen andere Sprüche zum Einsatz.

## CD/MC-Veröffentlichungen
Die Abenteuer der Familie Feuchtgruber konnten zunächst nur direkt vom Sender auf MC bezogen werden. Im Herbst 1991 ging es mit den Feuchtgrubers in die „turbulenteste Woche des Jahres“: Die Familie gewann in einem Preisausschreiben 10.000 DM und einen Plattenvertrag. Kurz darauf wurde das erste kommerzielle Album Mir zwoa g’hörn z’samm veröffentlicht, das die turbulente Woche noch einmal zusammenfasst und einige von Astor und Lehmann eingesungene Lieder enthält. Im Lauf der Jahre erschienen noch weitere CDs; diese enthielten allerdings keine Lieder mehr.
Folgende MCs waren über den Sender erhältlich:
- Mit Familie Feuchtgruber in die schönsten Wochen des Jahres (1990, 20 Folgen)
- Mit Familie Feuchtgruber in die besinnlichste Zeit des Jahres (1990, 24 Folgen)
- Das Beste von 1991 (enthielt eine Auswahl von Folgen aller Staffeln aus dem Jahr 1991 sowie das Sonntagsfrühstück; die Hintergrundmusik der Erzählerpassagen wurde teilweise verändert)
- Die Feuchtgrubers ’92 (enthielt das olympische und das Alltagsspektakel, in dem Roswitha ihren Führerschein macht; die Hintergrundmusik der Erzählerpassagen wurde teilweise verändert)

Folgende Alben wurden regulär veröffentlicht:

### Mir zwoa g’hörn z’samm (1992)
1. Intro
2. Am schönsten is’ doch dahoam (Lied)
3. Montagmorgen
4. Tschau Cesenatico tschau (Lied)
5. Im Fitneßstudio
6. Ois is Senf (Lied)
7. Beim Vermögensberater
8. Ois net so schlimm (Lied)
9. Outro
10. Frühlingsmelodie (Lied)
11. Beim Meisterkoch Schuhbeck (gekürzt)
12. Schubidu (Lied)
13. Tilly Sandler
14. Mama Rosl (Lied)
15. 5 Minuten vor der A-Seite
16. Mir zwoa g’hörn z’samm (Lied)

Als Singles wurden Mir zwoa g’hörn z’samm und Tschau Cesenatico tschau ausgekoppelt.

### Ein Ramersdorfer Allerlei (1995)
- Karrierespektakel von 1994 (5 Folgen)
- Alltagsspektakel von 1995 (5 Folgen, andere Reihenfolge und veränderte Hintergrundmusik)
- 2 Sonderfolgen zur Wies’n und zur Zeitumstellung
- Urlaubsspektakel von 1993 (11 von 12 Folgen, veränderte Hintergrundmusik)
  - gestrichen wurde eine Folge am Strand, in der die Feuchtgrubers von einem fliegenden Händler einen „Saugling“ erwerben
  - gekürzt wurde die 2. Folge (Im Liegewagen) um ca. 1 Minute, in der ein schlafender Mitfahrer diverse Flatulenzen absondert

### 23 neue Großstadtspektakel (1996)
- Umzugsspektakel von 1995 (6 Folgen)
- Silbriges Spektakel von 1995 (17 Folgen)

### Neue RamASTORfer Geschichten aus der Munterwelt (1998)
- Fitness-Spektakel von 1997 (12 Folgen)
- Kammbäck-Spektakel von 1997 (10 Folgen)

### Immer wieder Tschesenatiko (1999)
- Urlaubsspektakel von 1998 (10 Folgen)
- Tschau Tschesenatiko Tschau von 1991 (Lied)
- Urlaubsspektakel von 1990 (15 von 20 Folgen); gestrichen wurden hierbei
  - eine Folge bei der Abfahrt nach Italien (hier werden zahlreiche Markennamen genannt, sowie das Lied „Einmal um die ganze Welt“ von Karel Gott gespielt),
  - ein „Schnupperabend“ im Hotel (hier äußert sich ein Hotelgast fremdenfeindlich),
  - ein missglückter Telefonanruf bei Oma Veiglfinger (eine fast identische Folge wurde im Urlaub 1998 erneut aufgenommen),
  - ein Ausflug nach Venedig (Zwergbernhardiner Whiskey demoliert eine Glasmanufaktur in Murano) und
  - eine Folge im Hotelzimmer, in der die Feuchtgrubers das Tagesgeschehen in der Heimat verfolgen